# Alexander Funck
Alexander Funck, född 1 februari 1716 på Lilla Avesta vid Avestafors, död 8 november 1797 i Norrköping, var en svensk friherre, bergsråd och konstnär.

## Biografi
Alexander Funck var son till Gustaf Funck och Christina Cronström. Han blev 1735 auskultant i Bergskollegium, där han 1740 blev e.o. notarie, 1779 notarie och samma år fick avsked med titel av bergsråd.  År 1741 företog Funck på uppdrag av riksdagen en studieresa till Norge för att få kännedom om det där inrättade så kallade Svarta kompaniet och dess beredningsmetoder vid järnförädlingen. Han reseberättelser från denna ansågs vara av så stort värde att han 1742 invaldes till ledamot av Vetenskapsakademien. År 1745 utnämndes han till direktör för Ljusnedals kopparverk i Härjedalen och företog  med ett statligt bidrag 1748–1753 en ny studieresa, denna gång till England.
År 1752 blev han bergmästare i bland annat Södermanlands län och 1776 geschworner vid Sala silververk. Som tecknare har han utfört en mängd teknikritningar och kartor, bland annat över Falu gruva 1735.
Funck var gift med Beata Margareta Löfgren samt var far till Fredrik Jakob Funck.